# Radiotherapy and Oncology
Radiotherapy and Oncology, abgekürzt Radiother. Oncol., ist eine wissenschaftliche Fachzeitschrift, die vom Elsevier-Verlag veröffentlicht wird. Sie ist die offizielle Zeitschrift der European Society for Radiotherapy and Oncology und erscheint derzeit mit 12 Ausgaben im Jahr. Es werden Arbeiten veröffentlicht, die sich mit der Anwendung der Strahlentherapie in der Onkologie beschäftigen.
Der Impact Factor lag im Jahr 2015 bei 4,817. Nach der Statistik des ISI Web of Knowledge wird das Journal mit diesem Impact Factor in der Kategorie Onkologie an 39. Stelle von 213 Zeitschriften und in der Kategorie Radiologie, Nuklearmedizin und medizinische Bildgebung an elfter Stelle von 125 Zeitschriften geführt.